# Setomorpha cycladopa
Setomorpha cycladopa är en fjärilsart som beskrevs av Edward Meyrick 1927. Setomorpha cycladopa ingår i släktet Setomorpha och familjen äkta malar.
Artens utbredningsområde är Peru. Inga underarter finns listade i Catalogue of Life.